# Club Saint-Germain

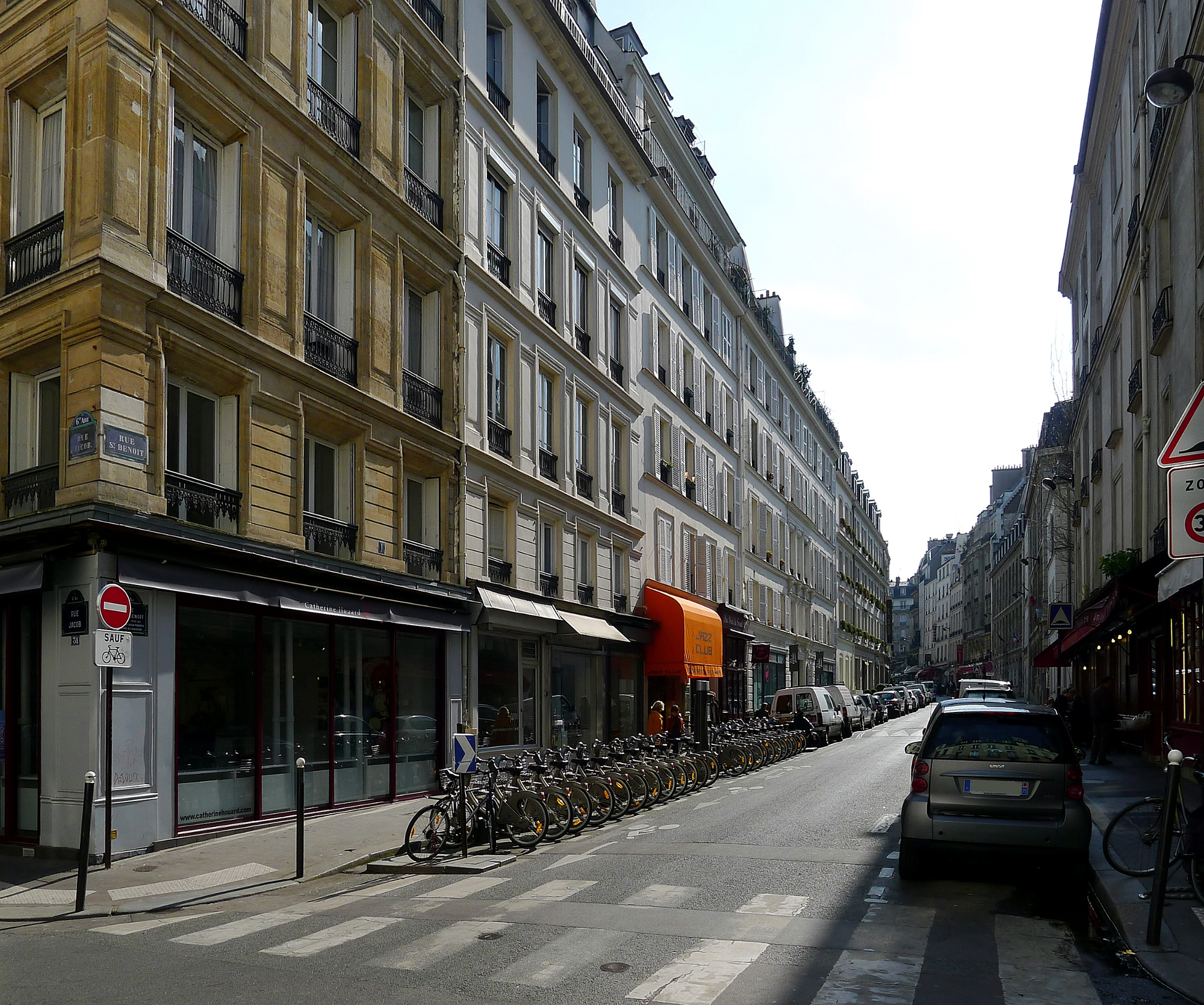
Vista exterior del Club Saint-Germain

El Club Saint-Germain era un pequeño club de jazz del barrio de Saint Germain des Prés, situado en la calle Saint Benoit, en París, en el que actuaron la mayor parte de los músicos norteamericanos de gira por Europa, como Sidney Bechet, Duke Ellington o Miles Davis, junto a músicos franceses, como Barney Wilen, Kenny Clarke, Stéphane Grappelli o Sacha Distel, entre otros. Lugar asiduo de los intelectuales franceses como Boris Vian, Albert Camus o Jean Cocteau contribuyó a crear el carácter único que tuvo la zona en la época de la posguerra.
Fue fundado en 1948 por Boris Vian, Frédérique Chauvelot y Marc Doelnitz. 
- Datos: Q5136358